# Kazumi Watanabe
Kazumi Watanabe (渡辺香津美), né le 14 octobre 1953 à Tokyo, est un guitariste japonais.

## Carrière
Watanabe a appris la guitare à l'âge de 12 ans auprès de Sadanori Nakamure à la Yamaha Music School de Tokyo. Il a sorti son premier album en 1971. En 1979, il a formé un groupe de jazz-rock avec quelques-uns des principaux musiciens de studio du Japon, et a enregistré l'album Kylyn. Au cours de cette année, il a fait une tournée avec le groupe pop Yellow Magic Orchestra. 
Dans les années 1980, il fait une tournée en tant que soliste invité avec Steps, les frères Brecker et Word of Mouth, dirigé par Jaco Pastorius. Watanabe a créé le groupe jazz-rock / jazz-fusion Mobo en 1983 avec Mitsuru Sawamura (saxophone), Ichiko Hashimoto (piano), Gregg Lee (guitare), Shuichi Murakami (batterie) et Kiyohiko Senba. 
Au cours des années quatre-vingt, Watanabe a sorti les albums de jazz-rock To Chi Ka (1980), Mobo Club (1983), Mobo Splash (1985) et Spice of Life (1987). Un DVD a été tiré de la tournée avec le batteur Bill Bruford et le bassiste Jeff Berlin, qui ont également joué sur le CD.
Dans les années 1990, Kazumi a réuni une formation entièrement japonaise appelée Resonance Vox (Vagabonde Suzuki à la basse, Rikiya Higashihara à la batterie, Tomohiro Yahiro à la percussion). Ce groupe a sorti plusieurs albums de fusion aventureux.
Watanabe a travaillé avec de nombreux musiciens tels que Lee Ritenour, Steve Gadd, Tony Levin, Jeff Berlin, Bill Bruford, Sly et Robbie, Wayne Shorter, Patrick Moraz, Marcus Miller, Richard Bona et Peter Erskine. Depuis 1996, il est professeur invité de musique au Collège Senzoku Gakuen. Il a été élu Meilleur musicien 24 ans de suite par le sondage annuel du magazine Swing Journal.

## Discographie
- Infinite (Toshiba Express, 1971)
- Monday Blues
- Endless Way (Columbia, 1974)
- Milky Shade (Tei.- Union, 1976)
- Lonesome Cat (Columbia, 1977)
- Olive's Step (Columbia, 1977)
- Mermaid Boulevard (Inner City, 1978)
- Tokyo Joe (Denon, 1978)
- Kylyn (A&M, 1979) - Avec Ryuichi Sakamoto, claviers et production.
- Kylyn Live (1979)
- To Chi Ka (Denon, 1980) - Avec Kenny Kirkland, Tony Levin, Peter Erskine , etc.
- Dogatana (Denon, 1981) - Avec Mike Mainieri, Larry Coryell, Warren Berhardt, etc.
- Ganesia (Polygram, 1990)
- Mobo, Vol. 1 (Gramavision, 1982)
- Mobo, Vol. 2 (Gramavision, 1983)
- Mobo Club (Gramavision, 1983)
- Mobo Splash (Gramavision, 1985)
- Birds of Passage (Elektra, 1987)
- The Spice of Life (Gramavision, 1987) - Avec Jeff Berlin et Bill Bruford
- The Spice of Life Too (Gramavision, 1988) - Avec Jeff Berlin, Bill Bruford et Peter Vettese
- Kilowatt (Gramavision, 1989) - Avec Patrick Moraz, Bunny Brunel, Wayne Shorter, Alex Acuna
- Romanesque (Polygram, 1990)
- Pandora (Gramavision, 1991)
- O.X.O
- Resonance Vox
- Jigo-Jtoku
- Oyatsu (Universal/Polygram, 1994)
- Oyatsu 2 (Polygram, 1995)
- Talk You All Tight (Columbia, 1995)
- Esprit (1996)
- Dandyism (Decca/IMS, 1998)
- Dear Tokyo (Sony/Columbia, 2001)
- One for All (Gut Bounce, 1999) - Avec Mino Cinelu, Mike Mainieri, Larry Coryell
- Beyond the Infinite (Universal/Polygram, 2001)
- Guitar Renaissance (WEA/East West, 2003)
- Mo' Bop (2003)
- Mo' Bop II (2004)
- Kaleidoscope (J-Room Jazz, 2004)
- Village in Bubbles (J-Room Jazz, 2004)
- Guitar Renaissance 2 (Warner Music, 2005)
- Guitar Renaissance 3 (Warner Music, 2006)
- Mo' Bop III (2006)
- Nowadays (Warner Music, 2008)
- Guitar Renaissance 4 (WEA, 2011)
- Tricoroll (2012)
- Jazz Impression (2012)

### Compilations
- Kazumi's Music File 84–94
- Better Days of Kazumi Watanabe

### DVDs
- Forbidden Plays (1998)
- Australia Land of Dreams (1999)
- The Spice of Life in Concert (2004) - Avec Jeff Berlin et Bill Bruford
- Mo' Bop (2005)